# Kim Suk Kyu
Kim Suk Kyu es un diplomático surcoreano retirado.
Kim Suk Kyu asistió a la Escuela Secundaria Agrícola Sung Joo, y es bachiller universitario en ciencias de Ciencias Políticas de la Universidad Nacional de Seúl.
- En 1959 entró al servicio de Relaciones Exteriores.
- En 1964 fue jefe del despacho del primer ministro Chung Il Kwon.
- En 1978 coordinó la colaboración sueco-surcoreano.
- En 1981 fue director del departamento Américas en el Ministerio de Relaciones Exteriores y embajador en Asunción.
- Del 3 de mayo de 1989 al 2 de febrero de 1988 fue Secretario general del Ministerio de Relaciones Exteriores de la República de Corea.
- De 1989 a 1992 fue embajador en Roma.
- De marzo de 1993 a enero de 1996 fue embajador en Moscú.
- En 1996 fue empleado en el Instituto Exterior y de Seguridad.
- De mayo de 1998 a marzo de 2000 fue embajador en Tokio.
- En 2000 fue empleado en el Ministerio de Relaciones Exteriores en Seúl.

Es docente en la Universidad Hanyang, Escuela de Graduados de Estudios Internacionales, y profesor de ciencia política en la Universidad Inha en Nam-gu (Incheon).